# Netherhampton
 (septembre 2023).
Netherhampton est une paroisse civile et un village du Wiltshire, en Angleterre.